# Enegöl
Enegöl är en sjö i Högsby kommun i Småland och ingår i Emåns huvudavrinningsområde.